# Spaghetti western

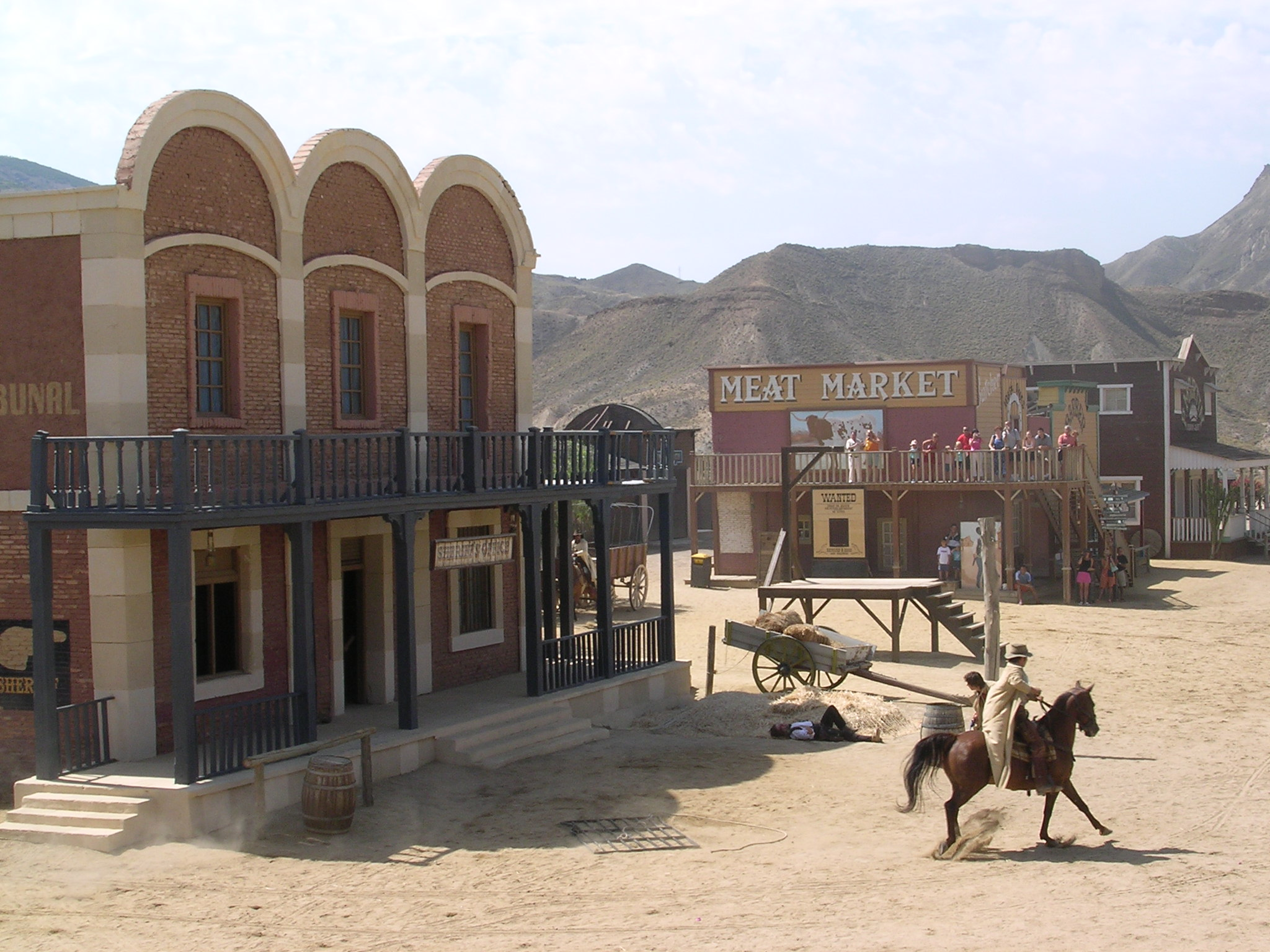
Imagen típica de un spaghetti western.

El spaghetti western, conocido también como western europeo o eurowestern, es un subgénero particular del western creado y desarrollado por directores italianos, que estuvo de moda en los años 1960 y 1970 y que se caracteriza por tener producciones europeas, en contraste con las películas tradicionales del género que se filmaban en los Estados Unidos. Puesto que la mayoría de estos proyectos fueron financiados por compañías italianas o españolas, el género adquirió rápidamente el nombre de spaghetti western cuando se trataba de películas italianas o chorizo western cuando se trataba de películas españolas. 
La mayoría se rodaron en Cinecittà (Italia) y en España. Por ejemplo, algunas películas famosas de este subgénero tuvieron como escenario los terrenos esteparios de Fraga (Huesca), y muchas otras, como Il buono, il brutto, il cattivo, fueron rodadas en las localidades de Hoyo de Manzanares (a las afueras de Madrid), la provincia de Burgos, La Calahorra, cerca de Guadix (Granada) y el desierto de Tabernas (Almería).
El subgénero surgió a mediados de la década de 1960 como resultado del estilo cinematográfico de Sergio Leone y del éxito que tuvo en taquillas internacionales. A menudo se ha afirmado que las películas de Leone y otros spaghetti westerns rehuyeron, criticaron o incluso "desmitificaron" muchas de las convenciones de los westerns tradicionales de los Estados Unidos. Esto ocurrió en parte de manera intencional y en parte gracias al contexto de un entorno cultural diferente.

## Terminología
Según el veterano actor de spaghetti westerns Aldo Sambrell, la frase "spaghetti western" fue acuñada por el periodista español Alfonso Sánchez en referencia a la comida italiana espagueti. El spaghetti western también se conoce como western italiano o (principalmente en Japón) macaroni western. La denominación de estas películas en Italia es western all'italiana. También se utiliza el término italo-western, especialmente en Alemania. El término paella western o chorizo western se ha utilizado para las numerosas películas western producidas en España. El término eurowesterns puede utilizarse también para incluir películas western similares que se produjeron en Europa sin participación de italianos, como las películas de Winnetou de Alemania Occidental o las películas de western rojo de Alemania Oriental.

## Características
El spaghetti western se caracteriza por una estética naturalista (abundancia de planos detalle y primeros planos) y sucia a la vez que estilizada, y por unos personajes aparentemente carentes de moral, rudos y duros, exentos del romanticismo caballeresco del western estadounidense clásico (El hombre sin nombre, Django, Sartana, Ringo, Sabata, Garringo). Por sus altas dosis de violencia, y el carácter turbio y engañoso de sus personajes principales, se considera la película estadounidense Veracruz (1954), de Robert Aldrich, como una de las precursoras de este nuevo subgénero.

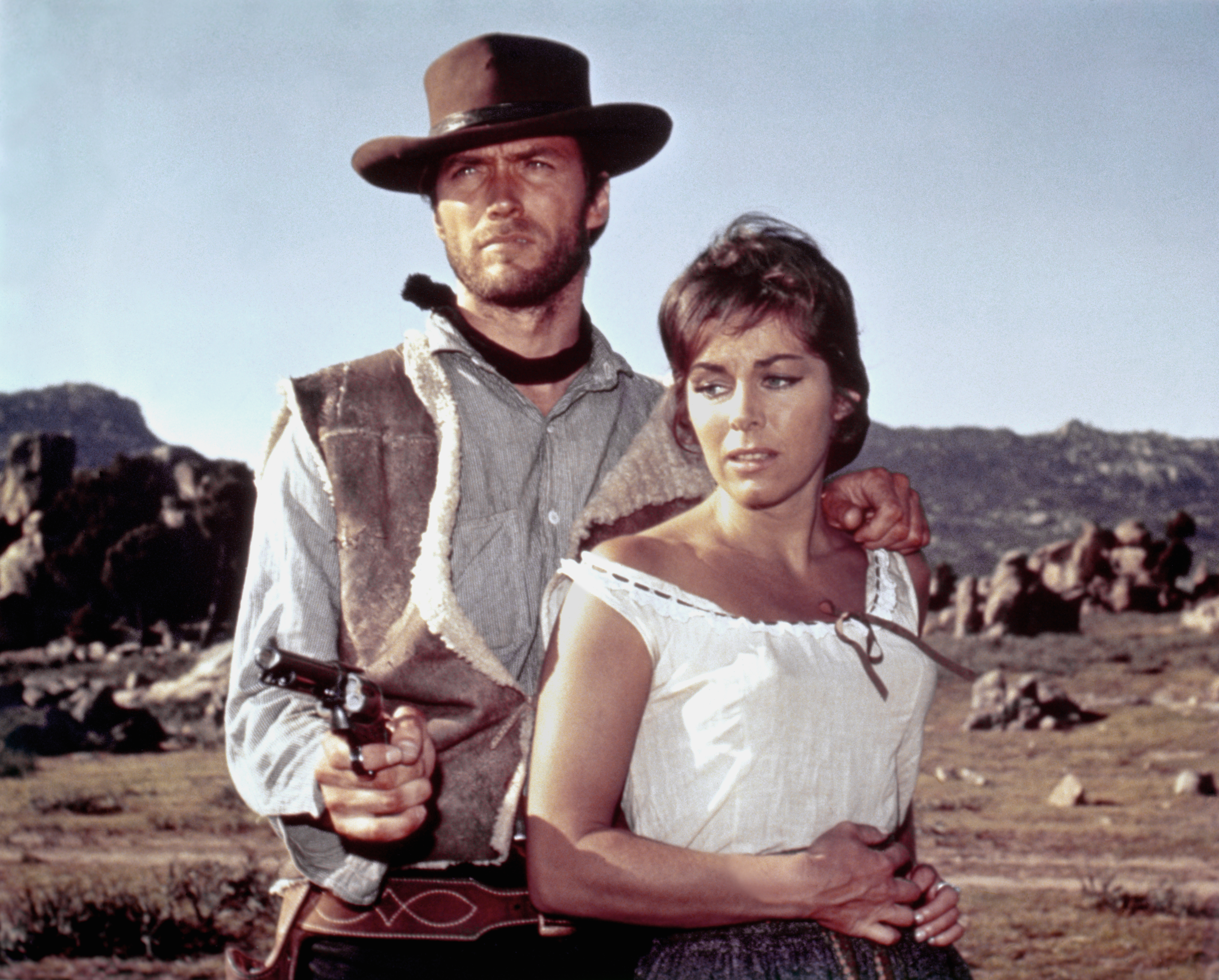
Clint Eastwood en la Trilogía del dólar.

Los valores característicos del western estadounidense quedan relegados totalmente dando paso a historias violentas que giran en torno a las temáticas básicas del drama como la venganza, el amor, la amistad, la vida o la muerte. Su temática principal suele ser la moral. La obra cumbre del género, Il buono, il brutto, il cattivo, lo deja bien claro desde el título hasta el duelo final, donde en caso, no es un duelo, sino que es un trío en el que los tres protagonistas definen su futuro inmediato a fuerza de pistola y velocidad, para lograr sus objetivos personales. De todas formas queda bien definido cuál de los 3 personajes es el menos "malo". De esta forma aparece el antihéroe para contraponerse a la fuerte dualidad moral de los  westerns norteamericanos (como Gary Cooper o John Wayne). Se trata de la aparición de unos nuevos mitos muy particulares, donde el individualismo y la extrema violencia se hace presente en una desidealización del arquetipo presentado en el western estadounidense. De esta forma el arquetipo de protagonista de western mediterráneo refleja su época al igual que lo hicieron otros géneros cinematográficos.
Otra característica de los spaghetti westerns era el escaso presupuesto con el que se rodaban la mayoría de ellos; no obstante, hay que resaltar el aceptable nivel artístico que alcanzaron muchos pese a la limitación económica. Una fórmula para ahorrar gastos fue la de reutilizar los decorados para rodar distintas películas; a ello se le sumaba el hecho de que la mayoría de ellas eran coproducciones entre Italia, España y, ocasionalmente, otros países europeos como Alemania o Francia.
Para muchos críticos de cine, el spaghetti western cambió la forma de hacer cine. Hasta ese momento la música en las películas (salvo excepciones) estaba limitada a la comprensión de los artistas musicales[cita requerida]. Se suele decir[¿quién?] que Ennio Morricone, con sus bandas sonoras para este género, fue quien popularizó el género de la música de películas. A partir de este fenómeno, la banda sonora original se convirtió en un elemento clave para dar fuerza a las escenas de acción sirviendo de vehículo (gracias a un juego de montaje) para convertir escenas aisladas en momentos de clímax de una película[cita requerida].

## Historia

### Westerns europeos previos a los Spaghetti Western
Los wésterns europeos son tan antiguos como el propio cine. Los hermanos Lumière hicieron su primera proyección pública de películas en 1895 y ya en 1896 Gabriel Veyre rodó para ellos Repas d'Indien ("Banquete indio"). Joe Hamman protagonizó el papel de Arizona Bill en películas realizadas en la región francesa de la Camarga en 1911 y 1912.
En Italia, el Oeste americano como escenario dramático para espectáculos se remonta al menos a la ópera de Giacomo Puccini de 1910 La fanciulla del West, que es a veces considerada el primer spaghetti western. La primera película italiana wéstern fue La Vampira Indiana (1913), una combinación de película wéstern y de vampiros. Fue dirigida por Vincenzo Leone (Roberto Roberti), padre de Sergio Leone, y protagonizada por su madre, Bice Waleran, en el papel principal de la princesa india Fatale. Los italianos también hicieron películas de Wild Bill Hickok, mientras que los alemanes estrenaron wésterns rústicos con Béla Lugosi en el papel de Uncas.
De las películas europeas de temática wéstern previas a 1964, la que más llama la atención es probablemente El emperador de California (Der Kaiser von Kalifornien; 1936), de Luis Trenker, sobre la vida de John Sutter.
Otra película precursora del género había aparecido en 1943 con el estreno de Il fanciullo del West (El niño del oeste), de Giorgio Ferroni.
Después de la Segunda Guerra Mundial, hubo usos dispersos en Europa de escenarios de wésterns, sobre todo para la comedia o la comedia musical. En 1959 se inició un ciclo de comedias del oeste con La sceriffa y con Il terrore dell'Oklahoma, a las que siguieron otras películas protagonizadas por especialistas en comedia como Walter Chiari, Ugo Tognazzi, Raimondo Vianello o Fernandel. Un crítico italiano ha comparado estas comedias con los películas estadounidenses de Bob Hope.

### Los primerosSpaghetti Western
El primer western americano-británico rodado en España fue El sheriff de la mandíbula rota (The Sheriff of Fractured Jaw; 1958), dirigida por Raoul Walsh. Le siguió, en 1961, Tierra brutal (1961) de Michael Carreras, un western británico-español, también rodado en España. Esto marcó el inicio de España como lugar de rodaje adecuado para cualquier tipo de wéstern europeo.
En 1961, una empresa italiana coprodujo la cinta francesa Le goût de la violence (1961; lit. "El gusto por la violencia") de Robert Hossein, ambientada en la Revolución Mexicana.
En 1963 se produjeron tres westerns italo-españoles que no eran comedias: Gringo (de Ricardo Blasco y Mario Caiano), Tres hombres buenos y El sabor de la venganza (las dos de Joaquín Luis Romero Marchent).
En 1965, Bruno Bozzetto estrenó su largometraje de animación tradicional West and Soda, una parodia de los wésterns con un marcado tema de spaghetti western; a pesar de haberse estrenado un año después del spaghetti western seminal de Sergio Leone, Por un puñado de dólares, el desarrollo de West and Soda empezó de hecho un año antes que el de Por un puñado y duró más tiempo, principalmente debido al uso de animación que exigía más tiempo que la actuación normal. Por ello, el propio Bozzetto afirma haber inventado el género del Spaghetti Western.
Dado que no existe un consenso real sobre dónde trazar la línea exacta entre los spaghetti westerns y otros eurowesterns (u otros wésterns en general) no se puede decir con certeza cuál de las películas mencionadas hasta ahora fue el primer spaghetti western. Con todo, en 1964 se produjo la irrupción de este género, con más de veinte producciones o coproducciones de empresas italianas, y más de media docena de wésterns de empresas españolas o españolas/estadounidenses. La película de mayor éxito comercial fue, de lejos, Por un puñado de dólares, de Sergio Leone. Fueron las innovaciones en estilo cinematográfico, música, interpretación e historia del primer wéstern de Leone las que determinaron que los spaghetti westerns se convirtieran en un subgénero distinto y no en solo una serie de películas que se parecían a los westerns americanos.

### Por un puñado de dólaresy su impacto en el género del Spaghetti Western
Como se indicó antes, la producción en serie de películas del Oeste en Europa se inició en 1961, pero no fue hasta 1964 cuando, gracias al éxito de Por un puñado de dólares, de Sergio Leone, se convirtió en un género de masas. En principio, la crítica fue bastante despectiva con estas películas, pero con el tiempo tendría que admitir que se trataba de un nuevo género, tomando los estereotipos del wéstern estadounidense, pero añadiendo nuevos elementos, como un mayor realismo y la violencia extrema.
En esta película seminal, Leone utilizó un estilo visual distintivo, con grandes primeros planos de rostros, para contar la historia de un héroe que entra en un pueblo gobernado por dos bandas de forajidos, y en el que las relaciones sociales ordinarias son inexistentes. El héroe traiciona y enfrenta a las bandas entre sí para ganar dinero. A continuación, utiliza su astucia y su excepcional habilidad con las armas para ayudar a una familia amenazada por ambas bandas. Su traición queda al descubierto y recibe una dura paliza, pero al final derrota a los restantes bandidos. Las interacciones de esta historia oscilan entre la astucia y la ironía (los trucos, los engaños, las acciones inesperadas y el sarcasmo del héroe) por un lado, y el patetismo (terror y brutalidad contra personas indefensas y contra el héroe una vez se haya revelado su doble traición) por el otro. La innovadora banda sonora de Ennio Morricone expresa una dualidad similar entre sonidos e instrumentos estrafalarios e inusuales, por un lado, y un dramatismo sacralizado para las grandes escenas de enfrentamientos, por el otro. Otra novedad importante fue la actuación de Clint Eastwood como el Hombre sin nombre, un antihéroe wéstern sin afeitar, sarcástico e insolente, y encima de todo con un aspecto visual distintivo: la mirada de ojos entrecerrados, el cigarrillo y el poncho.
El Spaghetti Western nació, floreció y se desvaneció en un entorno de producción altamente comercial. La producción cinematográfica popular italiana solía ser de bajo presupuesto y escasa rentabilidad, y el camino más fácil hacia el éxito era imitar un éxito comprobado. Cuando la producción de típico bajo presupuesto de Por un puñado de dólares se convirtió en un notable éxito de taquilla, la industria se apoderó con avidez de sus innovaciones. La mayoría de los spaghetti westerns posteriores trataron de mostrar héroes andrajosos y lacónicos con una habilidad sobrehumana con las armas, preferiblemente héroes que se parecieran físicamente a Clint Eastwood: Franco Nero, John Garko y Terence Hill empezaron así; Anthony Steffen y otros siguieron de hecho se mantuvieron en esta manera durante toda su carrera en el Spaghetti Western.
Quienquiera que fuera el héroe, se unía a una banda de forajidos para promover su propia agenda secreta, como en Una pistola para Ringo, Un dollaro bucato, La venganza es un plato que se sirve frío, Sette winchester per un massacro y otras, mientras que Más allá de la ley, en cambio, muestra a un bandido infiltrado en la sociedad y convertido en sheriff. Las películas incluían un bandido mexicano extravagante (Gian María Volonté, de Por un puñado de dólares, o Tomás Milián, o más a menudo Fernando Sancho) y un anciano gruñón, a menudo un enterrador, que servía de compañero al héroe. En cuanto a lo romántico, hijas de rancheros, maestras de escuela y empleadas de las cantinas se veían eclipsadas por jóvenes latinas deseadas por hombres peligrosos, donde actrices como Nicoletta Machiavelli o Rosalba Neri hacían el mismo papel de la Marisol interpretada por Marianne Koch en la película de Leone. El terror de los villanos en contra sus víctimas indefensas llegó a ser tan despiadado como en Por un puñado de dólares, o más, y la brutalidad del héroe cuando se ve descubierto en su traición llegó a ser igual de despiadada, o más, al igual que la astucia utilizada para asegurar la retribución de éste.
Al principio, algunas películas mezclaban algunas de estas innovaciones con las tomadas de los wésterns estadounidenses, típicas de la mayoría de los Spaghetti Westerns de 1963-64. Por ejemplo, en Minnesota Clay (1964) de Sergio Corbucci, que apareció dos meses después de Por un puñado de dólares, un "pistolero trágico," un héroe al estilo estadounidense, se enfrenta a dos bandas malvadas, una mexicana y otra anglosajona, y (al igual que en Por un puñado de dólares) el líder de esta última resulta ser el sheriff del pueblo.
En Johnny Oro (1966), del mismo director, un sheriff tradicional de los wésterns y un cazarrecompensas mestizo se ven obligados a establecer una incómoda alianza cuando bandidos mexicanos y nativos americanos asaltan juntos el pueblo. En Una pistola para Ringo, un sheriff tradicional encarga a un héroe motivado por el dinero, interpretado por Giuliano Gemma (igual de mortífero que el personaje de Eastwood, pero con modales más agradables), que se infiltre en una banda de bandidos mexicanos cuyo líder es interpretado típicamente por Fernando Sancho.

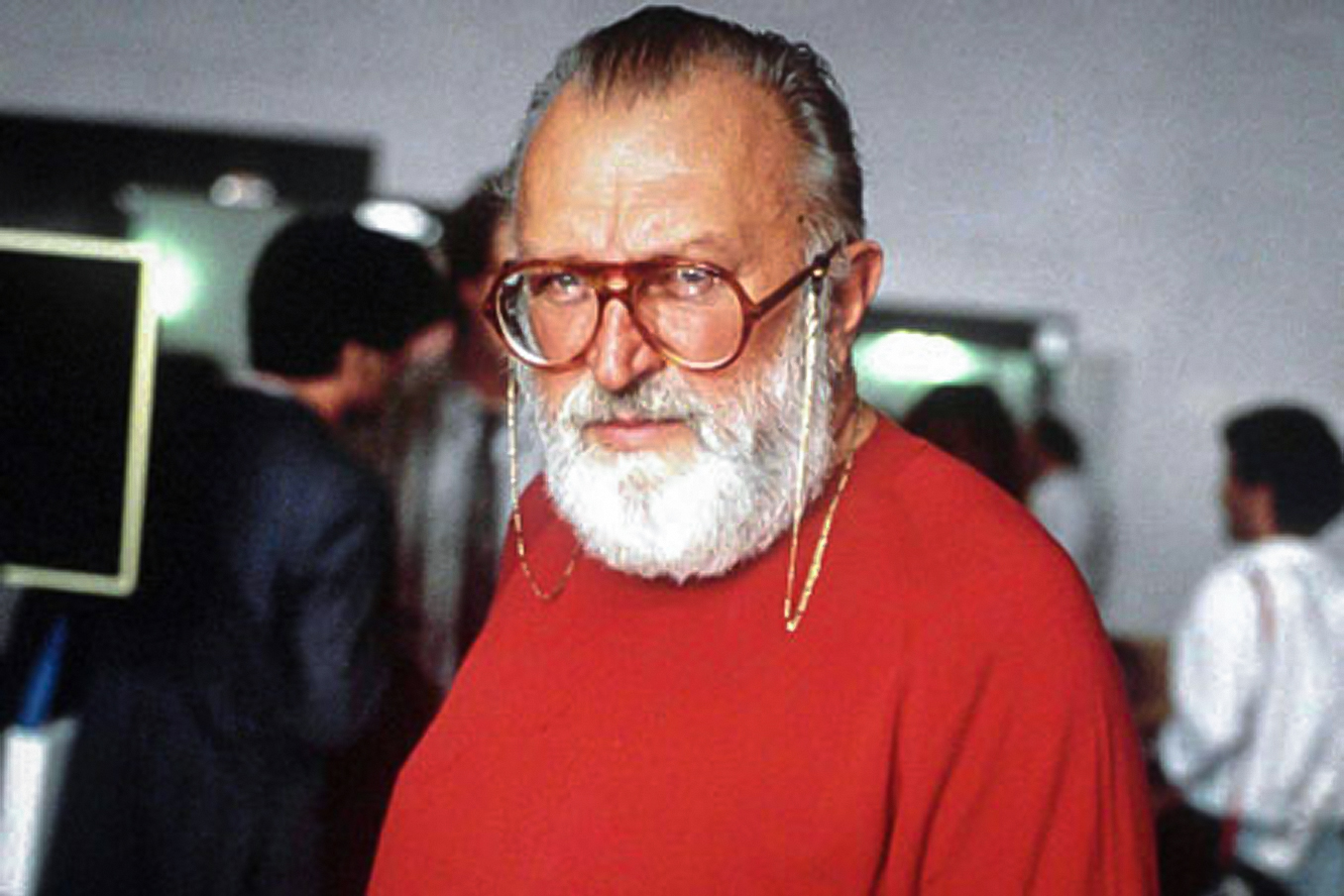
Sergio Leone, uno de los directores más representativos del género

### La evolución del género

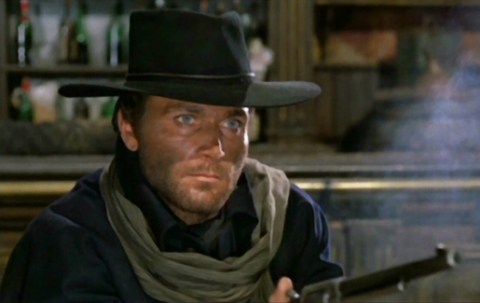
Django (Franco Nero) de Sergio Corbucci.

Al igual que el primer wéstern de Leone, las siguientes obras de su Trilogía del dólar —La muerte tenía un precio (1965) y El bueno, el feo y el malo (1966)—influyeron fuertemente en la evolución posterior del género, al igual que Django, de Sergio Corbucci, y las dos películas de Trinidad, de Enzo Barboni, así como algunos otros spaghetti westerns de éxito.

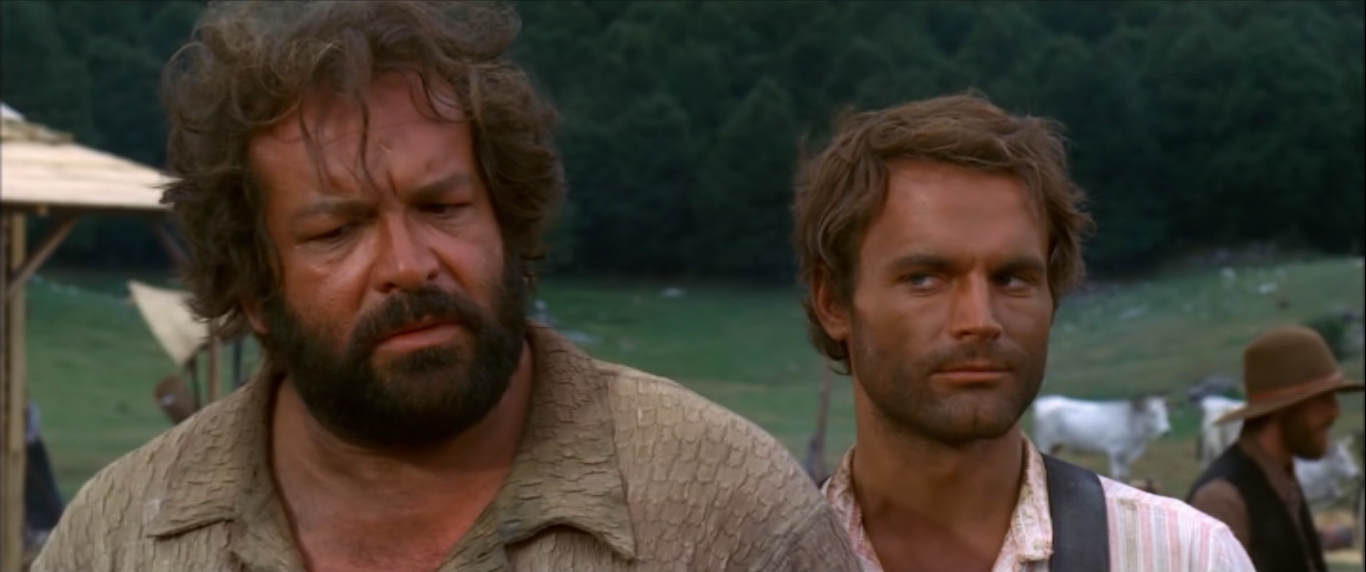
Bud Spencer y Terence Hill en Lo chiamavano Trinità...

Entre 1961 y 1976 se produjeron en Italia y España unos 500 spaghetti westerns, una cifra que demuestra la existencia de una importante demanda por parte del público. El apogeo de este subgénero se vivió en la segunda mitad de los años 1960, especialmente con las películas de Sergio Leone y, en menor medida, de Sergio Corbucci, Sergio Sollima o Enzo G. Castellari.
En 1970 el género ya empezaba a decaer debido al hartazgo del público por el uso abusivo e irracional de la violencia; fue entonces cuando el director italiano Enzo Barboni reinventó el género con la película Lo chiamavano Trinità..., donde los actores Bud Spencer y Terence Hill lo dotaron de un carácter cómico y picaresco totalmente desconocido hasta entonces. El éxito de esta película fue absoluto, pero en los años venideros la excesiva recurrencia al humor de baja estofa abocaron al género definitivamente a la desaparición.
Ya a mediados de la década de 1970 el spaghetti western apenas dio películas importantes, exceptuando quizá a Keoma, El valle de la muerte y California.
Ya a finales del siglo XX y principios del XXI, muchos directores estadounidenses han realizado películas inspirados en este género: (Rápida y mortal, Tombstone, El asesinato de Jesse James por el cobarde Robert Ford), o han hecho fusiones de spaghetti con otros géneros (Kill Bill).

### Elwesternen España
De las más de 500 películas del género que se rodaron en Europa, más de 200 tuvieron como localización la Comunidad de Madrid. Una cifra que supera a los rodajes western de otras regiones de España a las que tradicionalmente se asocia este fenómeno, como por ejemplo el desierto de Tabernas en Almería. 
Gracias a los rodajes cinematográficos anglosajones que desembarcan en Madrid, y al nacimiento y auge del western producido en Europa, se desarrolla una actividad económica singular en la Comunidad de Madrid que desemboca en la construcción en Colmenar Viejo del primer decorado de poblado del oeste en Europa y a la construcción en la localidad de Hoyo de Manzanares del primer poblado del oeste de carácter estable de Europa - conocido como Golden City - donde se rodarían recordados títulos como "Por un puñado de dólares". 
Es de destacar que hubo muchos directores españoles que se embarcaron en el spaghetti western (o también llamado paella western o chorizo western de manera despectiva por la crítica extranjera), ya que por aquel entonces el cine era una industria en España. El madrileño Rafael Romero Marchent fue tal vez el único director español del género que adquiriera cierto renombre, aunque fue su hermano Joaquín Luis Romero Marchent quien lo introdujo en España en la década de 1950.

"Los cinéfilos más sesudos siempre lo consideraron un subgénero ínfimo, una especie de recuelo degradado de aquellas grandes películas del Oeste que se hicieron, allá por los años cuarenta y cincuenta, en Estados Unidos. (...) Se despacha a todos sus cultivadores como una patulea de cineastas cochambrosos, huérfanos de originalidad, una especie de estajanovistas casposos que no merecen ni siquiera la recompensa de una mención a pie de página. Pero lo cierto es que el spaghetti western constituye uno de los episodios más brillantes del cine europeo; y, desde luego, una de las expresiones más vigorosas y memorables del cine español, que –casi siempre en régimen de coproducción– aportó al subgénero el talento de sus cineastas, técnicos y actores y, sobre todo, el paisaje calcinado del desierto de Almería, que –con el permiso del fordiano Monument Valley– se ha convertido en el escenario más distintivo y mitológico del wéstern. 
(...) A partir de plantillas argumentales resobadas, agobiados por toda suerte de cortapisas y apremios financieros, lograron completar un puñado de películas en las que, como mínimo, brilla el oficio de los mejores artesanos; y, con frecuencia, también el hallazgo artístico de los verdaderos maestros, dotados de un estilo arrebatador y de unos recursos narrativos excepcionales." Juan Manuel de Prada

En 2017 se dio a conocer que, tras dos décadas carente de producciones, el cine western volvería a rodarse en España. Parada en el infierno, del director madrileño Víctor Matellano, viaja hasta Colmenar Viejo para traer de vuelta el salvaje oeste español a la gran pantalla. El decorado fue construido a 35 kilómetros de la ciudad de Madrid, junto al Pico de San Pedro, en la Dehesa de Navalvillar, que ya fue utilizado en el rodaje de Espartaco.

"Verme disfrazado del oeste, meterme en esa diligencia, los caballos... como que te sientes un poquito John Wayne"

Afirma el actor Guillermo Montesinos, que comparte reparto con Manuel Bandera y Ramón Langa. El director italiano Enzo Castellari también participa en la película.

## ''Los tres Sergios''
Si bien el primer ''Spaghetti western'' fue la película Il Fanciullo del West (1942), los que realmente popularizaron el género a lo largo de los años 60 y 70 fueron los denominados ''tres Sergios: Sergio Leone,Sergio Corbucci y Sergio Sollima.
El primero de ellos y el más popular fue Sergio Leone con su denominada ''trilogía del dólar'' cuya primera película ''Por un puñado de dólares'' se estrenó un 12 de septiembre de 1964 en Italia, y dos meses después fue estrenada la película ''Minnesota Clay'' de Sergio Corbucci (aunque es más conocido por dirigir Django), y un 29 de noviembre de 1966 llegó Sergio Sollima con su película ''El halcón y la presa'' que supuso la primera aparición(la segunda fue en ''Corre, Cuchillo, corre) del personaje de ''Cuchillo'' que es junto con ''el hombre sin nombre'' y ''Django'' los tres grandes personajes de dicho género.

## Legado
Los spaghetti western han dejado su huella en la cultura popular, influyendo fuertemente en numerosas obras producidas fuera de Italia.
Con el paso del tiempo se produciría una vuelta a las historias ya conocidas, Django 2 con Franco Nero y Botte di natale (1994) con Terence Hill y Bud Spencer.
El primer western estadounidense de Clint Eastwood, Hang 'Em High (1968), incorpora elementos significativos del spaghetti western. 
La película japonesa de 1985 Tampopo se publicitó como un ramen western.
El director japonés Takashi Miike creó Sukiyaki Western Django como tributo al género, un western rodado en Japón que tiene influencia tanto de Django como de la Trilogía del dólar de Sergio Leone.
Quentin Tarantino utilizó elementos del spaghetti western en películas como Kill Bill (junto con elementos de las películas kung fu), Inglorious Basterds (que transcurre en la Francia ocupada por el ejército nazi), Django Unchained (sobre el sur estadounidense durante los tiempos de la esclavitud), The Hateful Eight (en el Wyoming posterior a la guerra civil estadounidense), y Once Upon a Time in Hollywood (donde Leonardo DiCaprio interpreta a un actor de spaghetti western, Rick Dalton).
La película de animación Rango (2011) incorpora elementos del spaghetti western, incluso un personaje creado a partir del Hombre sin nombre de la Trilogía del dólar.
La banda de heavy metal Metallica ha utilizado la composición "The Ecstasy of Gold" del spaghetti western Il buono, il brutto, il cattivo, compuesta por Ennio Morricone, para abrir varios de sus conciertos.

## Directores
- Enzo Barboni
- Mario Bava
- Joan Bosch Palau
- Mario Caiano
- Giuliano Carnimeo
- Enzo G. Castellari
- Sergio Corbucci
- Lucio Fulci
- León Klimovsky
- Umberto Lenzi
- Sergio Leone
- Antonio Margheriti
- Eugenio Martín
- Giulio Petroni
- Joaquín Luis Romero Marchent
- Rafael Romero Marchent
- Sergio Sollima
- Duccio Tessari
- Tonino Valerii
- Florestano Vancini
- Primo Zeglio

## Actores
- Mario Adorf
- Leo Anchóriz
- Tony Anthony
- George Ardisson
- Luis Bar Boo
- Lex Barker
- William Berger
- Tomás Blanco
- José Bódalo
- Sal Borgese
- Stephen Boyd
- Frank Braña
- Mario Brega
- Pierre Brice
- Charles Bronson
- Yul Brynner
- José Calvo
- Roberto Camardiel
- José Canalejas
- Antonio Casas
- Germán Cobos
- James Coburn
- Mark Damon
- George Eastman
- Clint Eastwood
- Eduardo Fajardo
- Henry Fonda
- Tito García
- Gianni Garko
- Giuliano Gemma
- Anthony Ghidra
- Sancho Gracia
- Farley Granger
- Brett Halsey
- Richard Harrison
- Craig Hill
- Terence Hill
- George Hilton
- Robert Hundar
- Jeffrey Hunter
- John Ireland
- José Jaspe
- Klaus Kinski
- Peter Lee Lawrence
- Guy Madison
- Leonard Mann
- Peter Martell
- Daniel Martín
- George Martin
- Tomás Milián
- Gordon Mitchell
- Antonio Molino Rojo
- Franco Nero
- Alex Nicol
- Ricardo Palacios
- Jack Palance
- Luigi Pistilli
- Jesús Puente
- Edmund Purdom
- Francisco Rabal
- Ivan Rassimov
- Fernando Rey
- Jorge Rigaud
- Lorenzo Robledo
- Gustavo Rojo
- Antonio Sabàto
- Aldo Sambrell
- Fernando Sancho
- Telly Savalas
- Ignazio Spalla
- Bud Spencer
- Rod Steiger
- José Suárez
- Anthony Steffen
- José Terrón
- Fabio Testi
- José Torres
- Lee Van Cleef
- Gian Maria Volonté
- Eli Wallach
- Frank Wolff
- Robert Woods
- Richard Wyler
- Manuel Zarzo

## Actrices
- Erika Blanc
- Claudia Cardinale
- Maria Pia Conte
- Karin Dor
- Agata Flori
- Ida Galli
- Mariangela Giordano
- Marianne Koch
- Helga Line
- Diana Lorys
- Ágata Lys
- Nicoletta Machiavelli
- Marina Malfatti
- Marta May
- Gloria Milland
- Nieves Navarro
- Rosalba Neri
- Loredana Nusciak
- Giovanna Ralli
- Ethel Rojo
- Giulia Rubini
- Maria Silva
- Marisa Solinas
- Pamela Tudor
- Pilar Velázquez
- Linda Veras
- Simonetta Vitelli
- Dyanik Zurakowska

## Compositores
- Luis Bacalov
- Nico Fidenco
- Antón García Abril
- Franco Micalizzi
- Ennio Morricone
- Nora Orlandi
- Riz Ortolani
- Armando Trovaioli